# Shuguang Nongchang, Guangdong
Shuguang Nongchang (kinesiska: 曙光农场) är en administrativ enhet på sockennivå i sydöstra Kina. Den ligger i stadsdistriktet Dianbai i staden Maoming i provinsen Guangdong, omkring 260 kilometer sydväst om provinshuvudstaden Guangzhou. Antalet invånare är 5 761. Befolkningen består av 2 695 kvinnor och 3 066 män. Barn under 15 år utgör 25,0 %, vuxna 15-64 år 60 %, och äldre över 65 år 14,0 %.  Enheten administrerar ett jordbruk.